# Spelmanstävlingarna i Hudiksvall 1913

Spelmanstävlingen i Hudiksvall 1913.

Spelmanstävlingarna i Hudiksvall 1913 var en spelmanstävling i Hudiksvall. Den ägde rum 7 juli 1913.

## Historik
Spelmanstävlingen i Hudiksvall 1913 leddes av violinisten Sven Kjellström och har sitt ursprung i Spelmanstävling i Hudiksvall 1910. Deltagarna var till antalet ett 70-tal, och instrumenten som trakterades under tävlingen var fiol, klarinett, flöjt, lur och kohorn.

## Pristagare

Deltagare i spelmanstävlingen i Hudiksvall 1913.

### Solopris
| Pris       | Namn                       | Kommentar | Prissumma |
| ---------- | -------------------------- | --------- | --------- |
| Förstapris | Jon-Erik Hall              |           |           |
| Förstapris | Carl Sved                  |           |           |
| Förstapris | Hans Nilsson, Myra, Alsta. |           |           |

### Samspel
| Pris       | Namn                                 | Kommentar | Prissumma |
| ---------- | ------------------------------------ | --------- | --------- |
| Förstapris | Jon-Erik Hall och Thore Härdelin     |           |           |
| Förstapris | Jon Ersson och Lillback Olof Olsson  |           |           |
| Förstapris | Anders Olsson och Hans Wahlman       |           |           |
| Förstapris | Oskar Bergqvist och Edvard Bergqvist |           |           |